# Hidrotermális kürtő

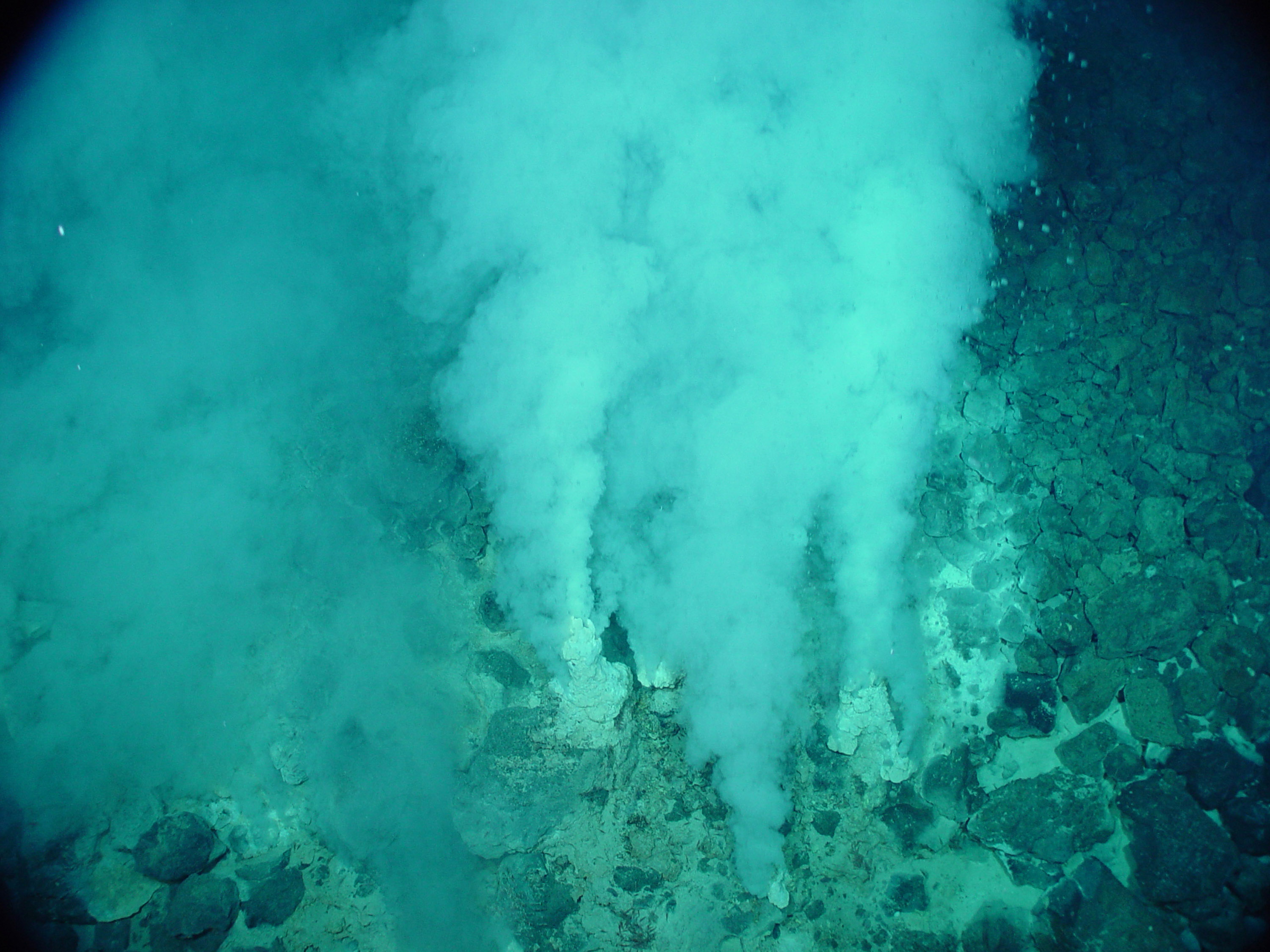
Egy szén-dioxidot pöfögő kürtő

A hidrotermális kürtők a lemezhatároknál, leggyakrabban az óceánközépi lemezhatárok közelében, az óceánok fenekén alakulnak ki, mikor a repedésekben a forró magma felhevíti a vizet, ami a magas hőmérsékleten sok ásványi anyagot old ki. Miután a hasadékból kijut a keverék, a pár fokos tengervíz lehűti, emiatt az ionok egy része kicsapódik és lerakódik a nyílások peremén, lassan kialakítva e meleg források jellegzetes kéményformáját. A „kémények” élővilága sokkal változatosabb az óceánok fenekén megszokottnál. A kürtőből jövő vegyületeket archeák és baktériumok használják föl; ezeket kagylók, rákok, tengerirózsák, különféle halak és csőférgek eszik meg. A földrengések a kéményeket gyakran összedöntik. Néha magukon a kürtőkön is láva folyik ki, felemésztve a kiválásokat. A rengések időnként újabb repedéseket hoznak létre, és ezekben új kürtők alakulhatnak ki.

## Kialakulásuk és leírásuk

Hidrotermális folyamatok

Az óceánközépi hátságokon, egyéb lemezhatároknál, esetleg forrópontoknál jönnek létre. A keletkezésükhöz elengedhetetlen vízsugár úgy forrósodik fel, hogy a felszín közelébe emelkedett magma felhevíti a hasadékokban, repedésekben beszivárgó vizet, és az gejzírként tör ki az üregből.

Az ábra a víz viselkedését írja le különböző nyomás- és hőmérsékleti viszonyok között

A kémény szájából kiáramló oldat hőmérséklete a víz kritikus hőmérséklete feletti, sőt, akár 400 °C-nál is több lehet. A nagy nyomáson a víz ugyan gázállapotú, de több tulajdonsága a folyadékokra emlékeztet, így például képes ionokat oldatban tartani – olyannyira, hogy az ilyen úgynevezett pneumatolitos oldat sótartalma kétszerese a hideg vízének. Ahogy az óceán vize lehűti, túltelítetté válik, és az oldott anyagok egy része viharos gyorsasággal kicsapódik belőle, ettől zavaros lesz – emiatt az ilyen típusú kürtőket „füstölőknek”, a kiáramló vizet pedig gyakorta „füstnek” nevezik. Két fő típusuk a fekete, illetve fehér füstölő.
A kürtők főképp szulfidokból állnak, de vannak bennük szulfátok is, e kettő aránya a körülmények reduktivitásától függ. A fekete kürtők főképp vas és egyéb fémek szulfidjai, a fehér füstölőkben kalcium és szilícium vegyületei rakódnak le (sok báriummal) Mindkét típusú oldatban sok a nehézfém. A fekete „füstölők” némileg forróbbak a fehéreknél.
A kémény kialakulásának első lépéseként a keveredő vízből gyakran egy anhidritből (kalcium-szulfát) álló gyűrű csapódik ki. A kiáramló „füst”ben kiváló anyagok jó része ezután lehűlés közben a gyűrű peremére rakódik. A kezdetben porózus falakat a diffúzió idővel sűrűbbé teszi.
Naponta akár 30 cm-t is nőhetnek. A Godzilla-kürtő, amelyet a Juan de Fuca szigetnél futó óceánközépi hátságon fedeztek fel 1991-ben, elérte a 45 métert (körülbelül egy 15 emeletes lakóház magasságát), majd feltehetőleg 1996-ban összedőlt. Nem tartós képződmények, pár évtized aktivitás után füstölgésük leáll.

## Eloszlásuk
Elsődlegesen lemezhatároknál jönnek létre, de forrópontok közelében is találhatóak, például a Hawaii-szigeteknél. Mintegy 500 kürtőcsoportot (mezőt) fedeztek fel, köztük aktívakat és inaktívakat is. Vagy a kibocsátott füstből következtettek a létükre, vagy kutatórobotokkal illetve szonárral figyelték meg őket, esetleg jellegzetes üledékeiket mutatták ki. Egyes, a parthoz közeli mezőket búvárkodók és hajózók vettek észre, ilyen a Kosz-sziget melletti Yali-mező is. Az eddig ismert legmélyebben levő hidrotermális kürtők a Beebe-csoport tagjai a Kajmán-szigeteknél, a Jamaica-árokban, 4957 méterrel a tengerszint alatt.

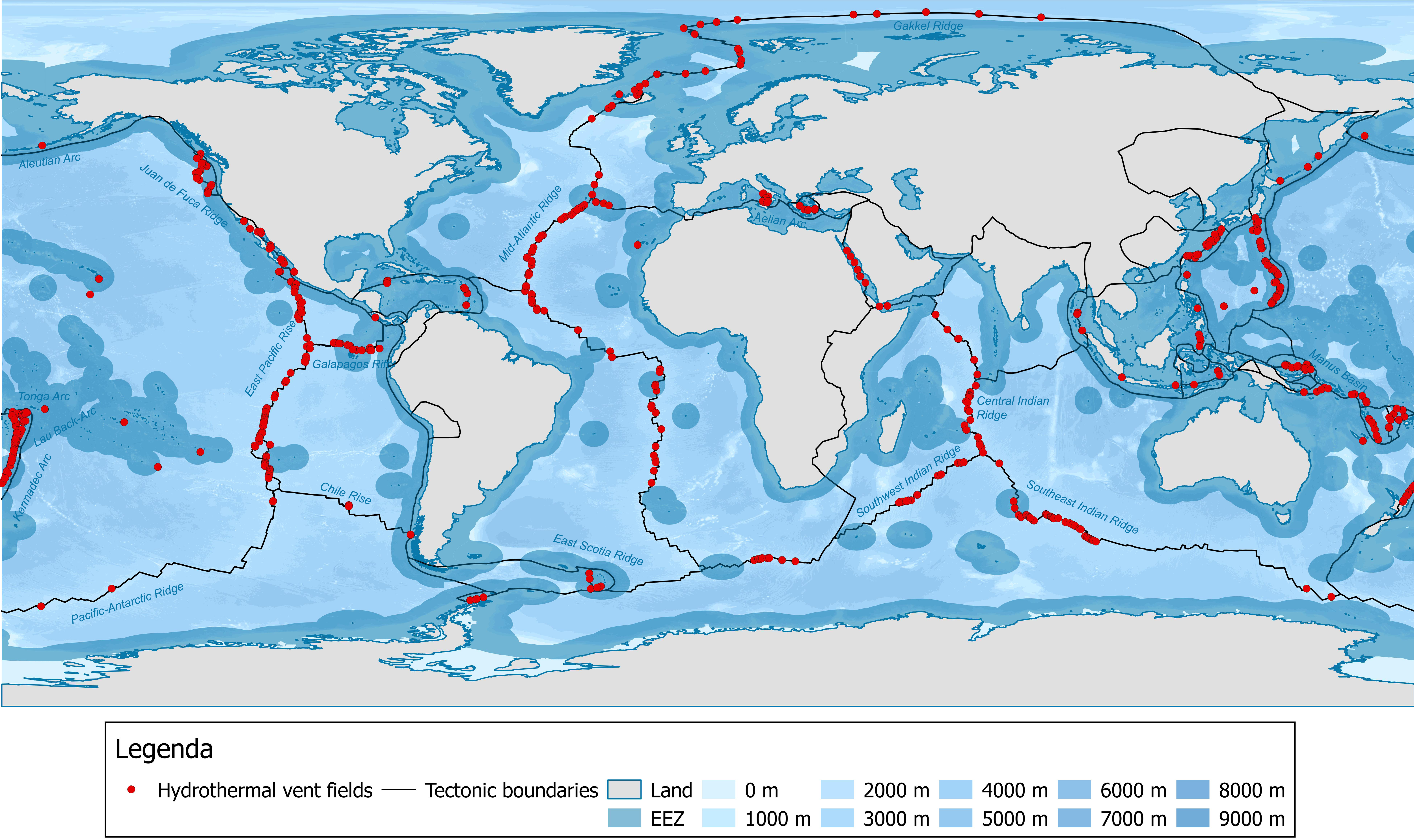
A hidrotermális mezők elhelyezkedése

## Felfedezésük
Az 1880-as években a Vityaz nevű orosz hajó mintákat vett a Vörös-tenger 600 méteres mélységéből, és megállapították, hogy a mélyben a víz jóval melegebb, mint a felszínen. 1949-ben az Albatros nevű svéd hajó vett nagy sótartalmú és hőmérsékletű vízmintát. Ezeket a szakirodalomban eleinte „meleg tengervíznek” nevezték és úgy gondolták, hogy azért meleg mert az erős párolgástól besűrűsödő víz a mélybe süllyed. Ez megmagyarázná a sótartalmát, de hőmérsékletét nem, mert süllyedés közben le kellene hűlnie. 1972-ben a Southtow és 1976-ban Pleiades-expedíció a Galápagosi-törésnél hidrotermális tevékenységet fedezett fel. A Deep Tow kutató tengeralattjáró fényképeket készített a hidrotermális üledékről és rengeteg kagylóhéjról, de a fényképek megvizsgálása után a csapadékot fényképészeti hibának hitték, a kagylóhéjakat pedig halászok hulladékának.
1977-ben egy csoport merülővizsgálatot hajtott végre a Pleiades-expedíció kutatási területén, a National Science Foundation támogatásával. Ekkor derítették ki, hogy fény nélkül is létezhet élet, a meglepően változatos élővilágot fényképeken örökítették meg.

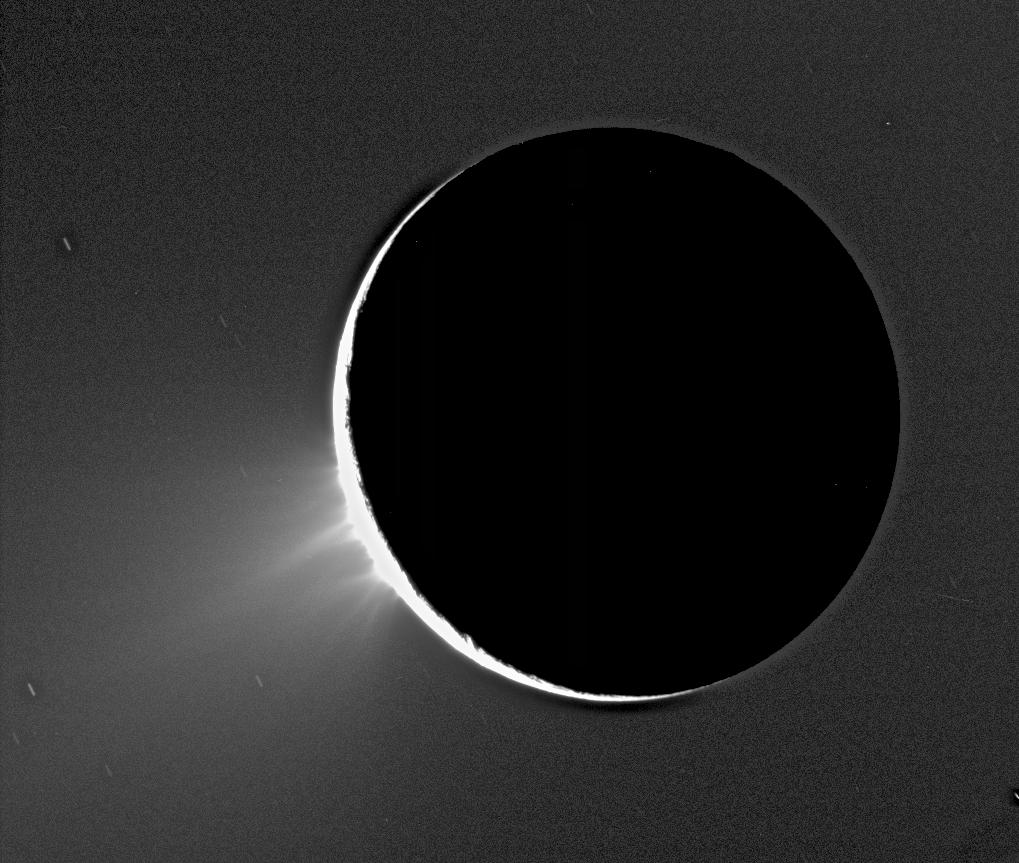
Az Enceladus hold gázkitörése

A Cassini-űrszonda (feltehetőleg) hidrotermális folyamatokat figyelt meg az Enceladuson.

## Élőviláguk
A kürtőknél található „tengeri hó” egy része cukros nyálkából áll, és nevét fehér színéről kapta, ez az az anyag, melyet Pleiades-expedíció során láttak. A 100 °C körüli vízben – a tengerbiológusok szerint a korai Föld adottságaival egyező körülmények között – hipertermofil élőlények, archeák élnek; köztük anaerob fajokkal. A létfenntartáshoz szükséges tápanyagokat napfény hiányában kemoszintézissel állítják elő. Kemoszintetizáló élőlény még a füstölőknél élő baktériumfajok jelentős része; vannak szimbióta fajok is.

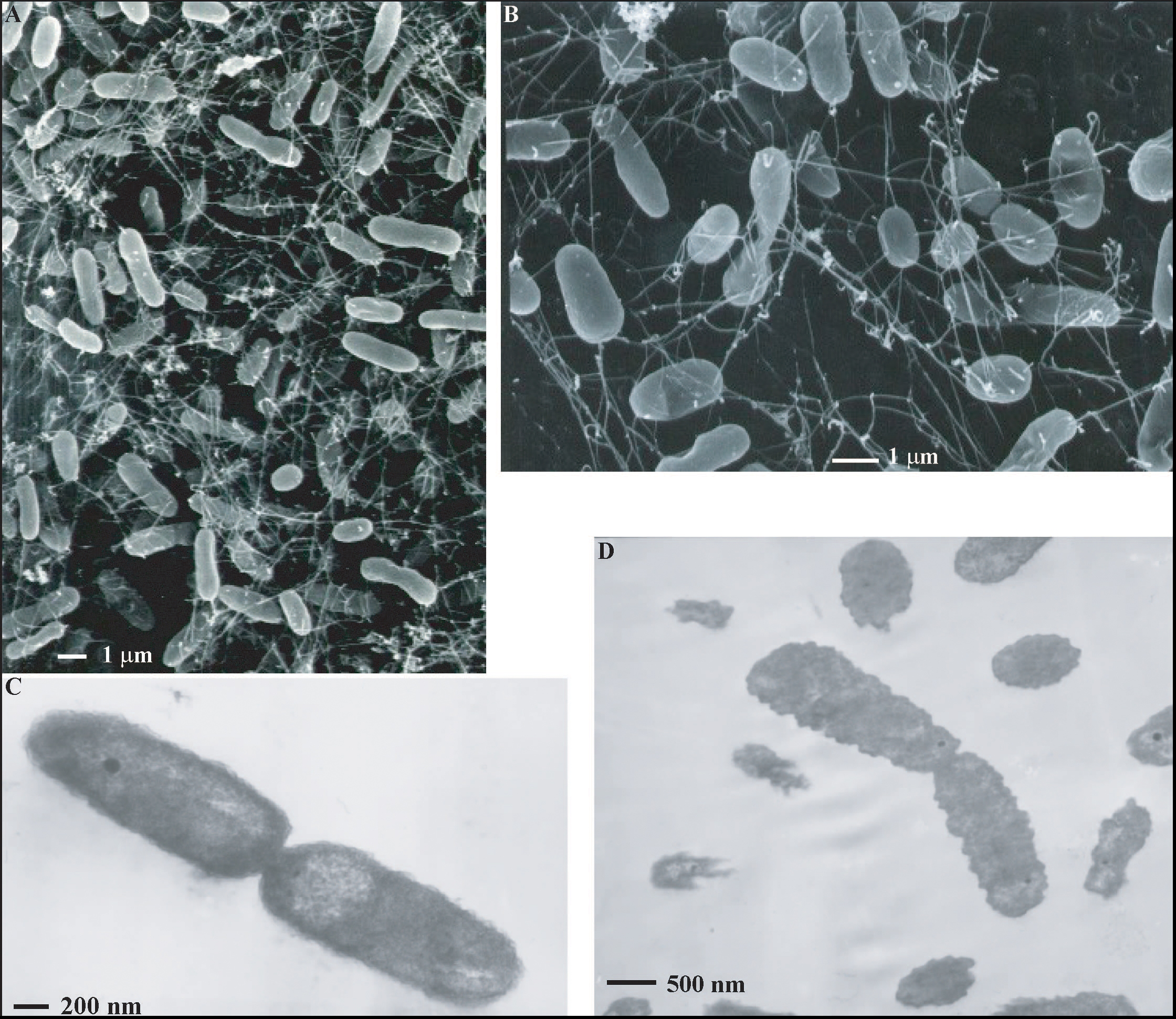
Termofil baktériumok

Az egysejtűekre fajgazdag táplálékláncok alapulnak rákokkal, csőférgekkel, csigákkal, tengeri rózsákkal és halakkal; ezek az élénk ökoszisztémák sokkal változatosak az óceánfenék általános élővilágánál.
A csőférgek az üledékben rögzült kitines csövekben élnek, a magas hőmérsékleteket is jól viselik. Egyes fajaik (például a Riftia pachyptila) 2 méter hosszúra is megnőnek. Szimbiózisban él velük több baktériumfaj, a férgek troposzómának nevezett szerveiben.
A puhatestűek (kagylók és csigák) szimbiótái a kopoltyúk vakuólumaiban élnek. A Calyptogena magnifica nevű a bazalttörmeléken élő fehér kagylófaj bélrendszere kezdetleges, mert nagyrészt a vele együtt élő baktériumokra támaszkodik.
A kürtőknél élő állatoknak nincs szükségük a fény érzékelésére, ezért például a Rimicaris exoculata nevű garnélarákfaj fotoreceptorai a hidrotermális tevékenység okozta sugarakat, továbbá feltehetően az infravörös sugárzásokat is érzékelik.
Egyes kürtőkből nem forró oldat füstöl, csak erősen sós víz tör fel, ezen képződmények jellemzően tovább maradnak fenn melegvizes társaiknál. Környezetükben az élőlények jóval lassabban fejlődnek, mint a forróvizes élőhelyeken; egyes itt előforduló féregfajok akár 250 évig is elélhetnek.